# قرار مجلس الأمن التابع للأمم المتحدة رقم 1832
قرار مجلس الأمن التابع للأمم المتحدة رقم 1832 المتخذ بالإجماع في 27 أغسطس 2008.

## القرار
قرر مجلس الأمن أن الوضع في لبنان لا يزال يشكل تهديدا للسلم والأمن الدوليين، ومدد ولاية قوة الأمم المتحدة المؤقتة في لبنان (اليونيفيل) حتى 31 آب / أغسطس 2009.
وباتخاذ القرار 1832 (2008) بالإجماع، أثنى المجلس على الدور الإيجابي للبعثة، التي ساعد انتشارها إلى جانب القوات المسلحة اللبنانية على تهيئة بيئة إستراتيجية جديدة في جنوب لبنان، ورحب بتوسيع الأنشطة المنسقة بينهما.
كما دعا المجلس جميع الأطراف المعنية إلى احترام وقف الأعمال العدائية والخط الأزرق برمته والامتثال بدقة لالتزاماتها باحترام سلامة اليونيفيل وموظفي الأمم المتحدة الآخرين، بما في ذلك عن طريق تجنب أي مسار عمل يعرض هؤلاء للخطر من خلال ضمان منح البعثة حرية الحركة الكاملة داخل منطقة عملياتها.
ودعا المجلس كذلك إلى التعاون الكامل في تحقيق وقف دائم لإطلاق النار وإيجاد حل طويل الأمد، على النحو المتوخى في القرار 1701 (2006)، وطلب من الأمين العام مواصلة تقديم تقارير عن تنفيذ ذلك القرار كل أربعة أشهر، أو في الوقت الذي يراه مناسبا.
طُلب التمديد في رسالة بتاريخ 18 آب / أغسطس إلى الأمين العام من رئيس الوزراء اللبناني، وأوصت في رسالة لاحقة بتاريخ 21 آب / أغسطس إلى المجلس من الأمين العام.
وقال نواف سلام، ممثل لبنان، إن قرار المجلس مهم للغاية، مع اقتراب الذكرى الثانية لاتخاذ القرار الذي أنشأ اليونيفيل. والدليل على امتثال لبنان تمثل في تحركات مثل نشر الجيش في جنوب لبنان. وقد أخذ لبنان التقارير المقدمة إلى المجلس على محمل الجد. وأن إسرائيل هي التي لم تنفذ القرار بالكامل، واستمرت في انتهاك أحكامه وأصرت على رفض التعاون مع الأمم المتحدة في مسألة القنابل العنقودية. كما ظلت مسألة مزارع شبعا دون حل. هل كان هناك أي شك حول الجهة المسؤولة عن الفشل في تحقيق التنفيذ الكامل للقرار؟ احتوت الصحف على تقارير عن مسؤولين إسرائيليين يرفضون مقابلة لبنان في مسائل مثل المناقشات الحدودية. كما أصدرت إسرائيل تهديدات ضد لبنان. وقد تم إرسال رسالة لحث الأمين العام على الضغط على إسرائيل للوفاء بالتزاماتها بموجب القرار 1701 (2006).

## روابط خارجية
- نص القرار في undocs.org